# Carlo Rubatto
Carlo Rubatto (Genova, 1810 – 1891) è stato uno scultore italiano.

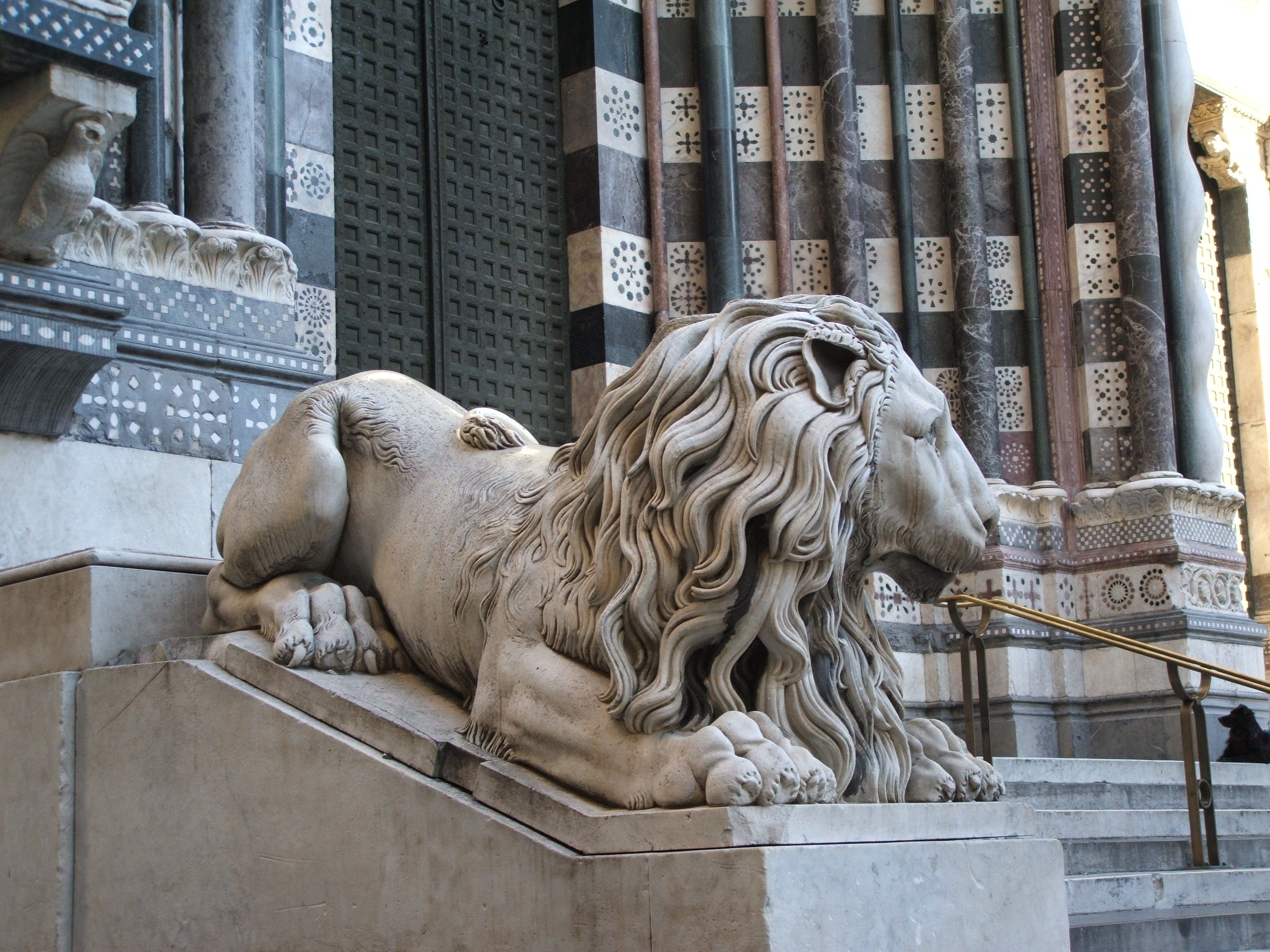
Carlo Rubatto, Leone della Cattedrale di Genova (1840).

Frequentò l'Accademia Ligustica di Belle Arti dove seguì i corsi di Ignazio Peschiera. Quindi fu a Firenze, dove terminò gli studi, per tornare infine a Genova nel 1842.
Come scultore resta legato al neoclassicismo. Fa sua in un secondo tempo una certa dose di romanticismo corrente, mantenendo però ferma la nitidezza della forma.

## Opere
Per la chiesa genovese di San Donato termina la scultura iniziata dal suo iniziale maestro, il Peschiera, de "Il battesimo di Cristo", in marmo.
Il suo neoclassicismo si esprime nelle sculture del parco di Villa Pallavicini a Pegli, per il Marchese Ignazio Alessandro Pallavicini, nipote di Clelia Durazzo. Qui esegue le quattro statue della coffee house: Leda, Pomona, Ebe e Flora.
Esegue il monumento a Giovanni da Vigo a Rapallo e numerose statue per il Cimitero monumentale di Staglieno, tra le quali la Tomba del marchese GianCarlo Di Negro, la tomba Sibilla (1852) e la Tomba di G. B. Gandolfo.
Scolpì i due leoni in marmo che fiancheggiano la scalinata della cattedrale di Genova, San lorenzo, realizzati dopo che nel 1835 la piazza era stata abbassata con l'apertura della prosecuzione della carrettiera Carlo Alberto (attuale via San Lorenzo).